# NGC 2016
NGC 2016 (również ESO 56-SC142) – gromada otwarta, znajdująca się w gwiazdozbiorze Góry Stołowej, w Wielkim Obłoku Magellana. Odkrył ją John Herschel 23 grudnia 1834 roku.